# Joseph Bernard de Chabert
 (juillet 2019).
Si vous disposez d'ouvrages ou d'articles de référence ou si vous connaissez des sites web de qualité traitant du thème abordé ici, merci de compléter l'article en donnant les références utiles à sa vérifiabilité et en les liant à la section « Notes et références ».
Pour les articles homonymes, voir Chabert.
Joseph Bernard, marquis de Chabert de Cogolin, né à Toulon le 28 février 1724 et mort le 1er décembre 1805, est un officier de marine, géographe et astronome français.

## Biographie

### Origines et famille
Joseph Bernard de Chabert, qui prendra le titre de marquis au décès de son père, est le fils de Joseph François de Chabert, lieutenant de vaisseaux, chevalier de Saint-Louis (22 février 1678-20 mai 1752) et de Madeleine de Bernard, qu’il épouse en 1715 à Toulon.
Il est le petit-fils de Pierre, capitaine de la ville de Toulon, écuyer, et de Claire de Cuers de Cogolin, qu’il épouse en 1677. Elle est la fille de Jacques, seigneur de Cogolin, capitaine de navire, et de Diane de Garnier de Jullien.
Il est arrière-petit-fils de François, conseiller du roi, lieutenant général et principal en la sénéchaussée de Toulon (Décédé en 1696) et de son épouse Françoise de Cauderon.
Il épouse Hélène-Marguerite-Barbe Tascher (1743-1810), le 2 décembre 1771 à Versailles.
Ils ont une fille unique, Hélène (1777-1862), qui épousera le 7 juillet 1802 à Paris, Henry Rolland de Villarceaux, commissaire des guerres. Elle laissera des mémoires  où elle évoque largement la vie et la carrière de son père à partir de la Révolution.

### Carrière dans la Marine
Joseph Bernard de Chabert s’engage dans la Marine Royale à 15 ans comme volontaire sur une frégate qui convoie quelques navires marchands en Méditerranée. Le 14 juillet 1741, il est nommé Garde de la Marine à la compagnie de Toulon et embarqué sur le Léopard pour les Antilles, puis passé sur L’Aquilon en 1742 pour poursuivre sur l’Acadie et Luisbourg. Le 27 janvier, il passe sur le Diamant et participe à la bataille du Cap Sicié (ou bataille de Toulon). Le 7 septembre 1744, il est affecté sur Le Trident pour une mission aux Échelles du Levant avant de continuer sa route sur la Martinique pour renforcer la présence française.
Le 1er janvier 1746, il est nommé Sous-brigadier des Gardes de la Marine et affecté sur L’Espérance qui avait pour mission d’escorter les convois marchands entre Brest et les Caraïbes ou la Nouvelle-France. Au printemps de cette année il est sur le Castor puis sur la Sirène pour deux missions de reconnaissances confiées par le Ministre de Maurepas. Le 24 mars 1747, il est sur L’Emeraude puis le 9 mai sur la Gloire pour l’escorte des navires marchands et participe donc le 14 mai à la bataille du Cap Ortegal où il est fait prisonnier. De retour de sa captivité en Angleterre, il part relever la position de Buenos Aires pour les intérêts de la Compagnie des Indes. Le 1er avril 1748, il est nommé Enseigne de vaisseau. Chargé par ordre du Roi d’un voyage d’études et de reconnaissances scientifiques dans l’Amérique septentrionale qu’il effectue de 1750 à 1751 sur la Mutine après deux années de préparation. Au cours de cette mission, il calcule la latitude et la longitude des positions caractéristiques et établit les relevés hydrographiques de toutes les côtes et îles parcourues, et teste un chronomètre de marine. Tous ces résultats seront publiés par l’Académie Royale des Sciences. Le 2 mai 1754, il est nommé Chevalier de l’Ordre de St Louis « comme marque de satisfaction particulière du Roi pour les services rendus ».
Le 11 février 1756, il est nommé Lieutenant de vaisseau à Toulon et prend le commandement le 24 avril 1756 de L’Hirondelle. Il participe à l’expédition de Minorque. Du 16 septembre 1756 au 15 janvier 1758, il passe au commandement de la Topase. À la mi-novembre 1758, le Roi lui confie la charge d’Inspecteur en Chef du Département des cartes, plans et journaux de la Marine, fonction qu’il mènera conjointement à ses activités au sein de l’Académie des Sciences et des différentes Académies dont il fait partie. Il contribue notamment au choix du lieu propice à l’observation du passage de Vénus devant le disque solaire pour le 6 juin 1761.
Le 1er septembre 1764, il est nommé Capitaine de frégate et commande L’Hirondelle pour ses campagnes hydrographiques en Méditerranée en 1767 et 1768 où il relève les cartes des côtes italiennes, de Corse et de Grèce, travaux qu’il termine avec la Mignonne en 1774. En 1767, il est reçu comme Chevalier dans l'Ordre Militaire et Hospitalier de Saint-Lazare de Jérusalem et N-D. du Mont Carmel par le duc de Berry, futur Louis XVI. Il est nommé Capitaine de vaisseaux le 15 novembre 1771. Du 9 mars au 30 octobre 1776, il lui est confié, sur la frégate L’Atalante, une mission d’accompagnement d’un convoi commercial au Levant. Il sera blessé sur le trajet du retour de Constantinople.
Le 9 novembre 1776, il est nommé Brigadier des Armées navales. Après la Déclaration d’Indépendance des Treize États d’Amérique, Louis XVI décide de protéger les bâtiments des « insurgents ». Le Marquis de Chabert de Cogolin reçoit, le 28 février 1778, le commandement du Vaillant dans l’escadre du Vice-amiral d’Estaing. C’est la première fois qu’une Armée navale se guide avec des chronomètres de marines. Il se distingue à la prise de la Grenade.
Le 1er janvier 1780, il est nommé Inspecteur titulaire du Dépôt des cartes, plans et journaux de la Marine. Le 1er mars 1780, il passe au commandement de « L’Hector » pour la protection des côtes méditerranéennes et l’entrainement des canonniers. Le 10 septembre, il commande le Saint-Esprit dans la flotte de De Grasse, qui quitte Brest le 22 mars 1781 pour les Antilles et l’Amérique du Nord. Chabert est gravement blessé au cours de la Bataille de la Chesapeake.
La médaille de l’Ordre de Cincinnatus lui est décernée par le Congrès des États-Unis le 29 octobre 1781. Le 20 janvier 1782, il est nommé Chef d’Escadre.
Vaudreuil, successeur de De Grasse, envoie le Saint-Esprit et trois autres vaisseaux escorte un convoi marchand de 120 voiles pour la France, où Chabert parvient le 23 juillet 1782. Le 20 août 1784, il est fait Commandeur de l’Ordre de Saint-Louis. Le 24 septembre 1786, il présente au roi Louis XVI une carte de l’océan Atlantique. Le 1er janvier 1792, il est nommé Vice-amiral des Armées navales.
Il émigre en 1792 dans l’Armée des Princes où il commande en second le corps des officiers de la Marine royale. Il se réfugie ensuite en Angleterre chez son ami astronome Nevil Maskelyne où il ajoute, par autorisation royale, le prédicat de « St Hirst » à son nom. Il rentre en France en 1802, grâce à l’élargissement des mesures contre les émigrés. Il est aveugle et ne peut achever son atlas sur la Méditerranée.
« Par décret particulier de l'Empereur, la veuve de cet officier général a obtenu une pension de 3.000 livres, en considération des services de son mari » (arch. de la Marine).

## Principales publications
- Voyage fait par ordre du roi en 1750 et 1751 dans l'Amérique septentrionale, pour rectifier les cartes des côtes de l'Acadie, de l'Ile-Royale et de l'île de Terre-Neuve, et pour en fixer les principaux points par des observations astronomiques, par M. de Chabert, Paris, Mémoire de l'Académie Royale des Sciences, 1753 (lire en ligne)
- Sur l'état actuel de l'entreprise, Pour la rectification des Cartes marines de la Méditerranée et pour la formation d'un second volume du Neptune François, par le Marquis de Chabert, Mémoire de l'Académie Royale des Sciences p.384-394, Paris (1766)
- Sur l'usage des Horloges marines, relativement à la navigation, et surtout à la Géographie..., par le Marquis de Chabert, Mémoire de l'Académie Royale des Sciences (1783)
- «Journal des observations astronomiques et opérations géométriques faites par ordre du roi à l'Amérique septentrionale en 1750 par M. de Chabert, Enseigne des vaisseaux du Roi » Archives et manuscrits de l'Observatoire de Paris, Cote B5/3 (18) - (1750)
- 32 cartes et plans sur les Côtes de l'Acadie, l'Île Royale, Cap-Breton, partie de l'Île de Terre-Neuve, les ports de Chibouctou (Halifax) et Canseau (Canso).

### Sources et bibliographie

#### Ouvrages récents
- Michel Vergé-Franceschi (dir.), Dictionnaire d'Histoire maritime, Paris, éditions Robert Laffont, coll. « Bouquins », 2002, 1508 p. (ISBN 2-221-08751-8)
- Étienne Taillemite, Dictionnaire des marins français (nouvelle édition revue et augmentée), Paris, éditions Tallandier, 2002, 573 p. (ISBN 2-84734-008-4)
- Rémi Monaque, Une histoire de la marine de guerre française, Paris, éditions Perrin, 2016, 526 p. (ISBN 978-2-262-03715-4)
- Jean Meyer et Martine Acerra, Histoire de la marine française : des origines à nos jours, Rennes, Ouest-France, 1994, 427 p. [détail de l’édition] (ISBN 2-7373-1129-2, BNF 35734655)
- Patrick Villiers, La France sur mer : De Louis XIII à Napoléon Ier, Paris, Fayard, coll. « Pluriel », 2015, 286 p. (ISBN 978-2-8185-0437-6)
- Olivier Chaline, La mer et la France : Quand les Bourbons voulaient dominer les océans, Paris, Flammarion, coll. « Au fil de l’histoire », 2016, 560 p. (ISBN 978-2-08-133327-7)
- Guy Le Moing, Les 600 plus grandes batailles navales de l'Histoire, Rennes, Marines Éditions, 2011, 619 p. (ISBN 978-2-35743-077-8)
- Pierre Granès, Chabert de Cogolin, de l'écume aux étoiles, Biographie, Les Editions du Vieux Monde, 2019,  (ISBN 9781094976150).

#### Ouvrages anciens
- Onésime Troude, Batailles navales de la France, t. 1, Paris, Challamel aîné, 1867-1868, 453 p. (lire en ligne)
- Onésime Troude, Batailles navales de la France, t. 2, Paris, Challamel aîné, 1867, 469 p. (lire en ligne)
- Georges Lacour-Gayet, La Marine militaire de la France sous le règne de Louis XV, Honoré Champion éditeur, 1902, édition revue et augmentée en 1910 (lire en ligne)
- Georges Lacour-Gayet, La Marine militaire de France sous le règne de Louis XVI, Paris, Honoré Champion, 1905, 719 p. (BNF 30709972, lire en ligne)

Cet article comprend des extraits du Dictionnaire Bouillet. Il est possible de supprimer cette indication, si le texte reflète le savoir actuel sur ce thème, si les sources sont citées, s'il satisfait aux exigences linguistiques actuelles et s'il ne contient pas de propos qui vont à l'encontre des règles de neutralité de Wikipédia.